# Tomoplagia salesopolitana
Tomoplagia salesopolitana är en tvåvingeart som beskrevs av Aczel 1955. Tomoplagia salesopolitana ingår i släktet Tomoplagia och familjen borrflugor. Inga underarter finns listade i Catalogue of Life.